# Olivier van Noort
Olivier van Noort (1558 Utrecht – 22. února 1627 Schoonhoven) byl holandský obchodní kapitán a pirát, první Holanďan, který obeplul svět.  

## Život
Olivier van Noort obdržel roku 1598 od rotterdamských a amsterodamských obchodníků pověření k cestě do Indie, kam měl plout jihozápadním směrem. K dispozici měl čtyři lodě, Eendracht, Mauritius, Hendrik Frederik a Hoop s celkem 248 muži posádky. Vyplul z Rotterdamu 2. července 1598 s loděmi Mauritius a Eendracht, 13. září se spojil se zbývajícími dvěma loděmi, které vypluly z Amsterdamu. Anglický Plymouth opustily 21. září téhož roku již všechny čtyři lodě společně, aby 5. února 1599 poprvé spatřily brazilské pobřeží. Tam námořníci přeložili náklad z poškozené lodi Eendracht a loď samotnou spálili. Loď Hoop (Naděje) následně přejmenovali na Eendracht (Svornost). Po celkem 14 měsících plavby pak dopluli 5. listopadu 1599 k Ohňové zemi.
Cesta Magalhãesovým průlivem však trvala déle, než van Noort plánoval. V Magalhãesově průlivu se také se 15. prosince 1599 setkal s jiným holandským lodivodem Sebaldem de Weertem, který tudy plul s jinou holandskou expedicí. Ta se vracela z výpravy, na které hledala cestu do Indie. Magalhãesův průliv se výpravě podařilo proplout až na několikátý pokus a po mnoha problémech. 26. ledna 1600 van Noort dokonce nechal na neobydleném ostrově vysadit svého viceadmirála Jacoba Claese. Výprava dále pokračovala již jen se 147 muži, ale díky příznivými pasátům postupovala opatrně podél pobřeží Chile. Cestou výprava přišla o loď Hendrik Frederik, která se potopila u Ternate (Moluky). 15. září 1600 dorazila na Mariany (cca 2500 km od Japonska), 24. října potom na Filipíny, kde van Noort zřídil kotviště pro dvě zbývající lodě. Odtamtud podnikal výpravy především proti španělským lodím na jejich plavbách do Manily. 
To skončilo 14. prosince 1600 malou námořní bitvou u Fortune Island (Filipíny). Tam van Noort sice potopil španělskou vlajkovou loď, galeonu San Diego (její vrak byl nalezen roku 1992 včetně nákladu porcelánu a zlata), ale Španělé zajali holandskou Eendracht, čímž se pozice van Noortovy výpravy stala nadále neudržitelnou.  

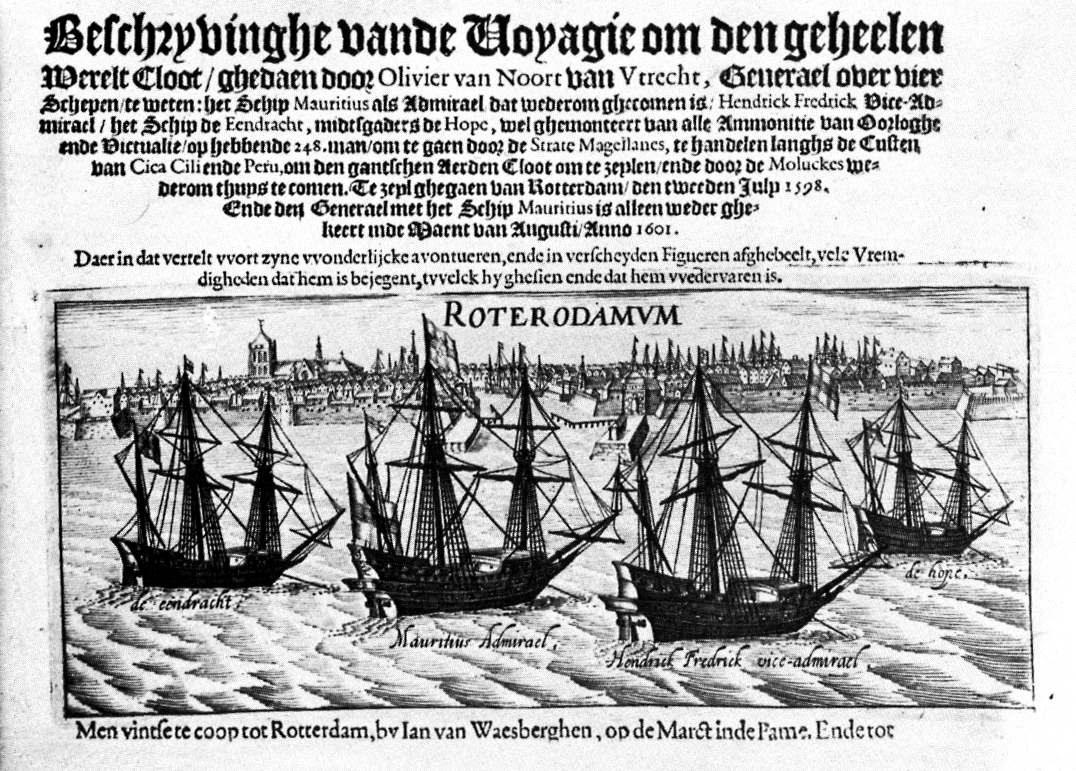
Titulní strana knihy Beschryvinghe van de Voyagie om den geheelen Werelt Cloot, popisující události námořní výpravy; autorem Olivier van Noort

Rozhodl se tedy pro návrat. Na zpáteční cestě obeplul Mys Dobré naděje a po mnoha potyčkách s Portugalci, Španěly a domorodci přistál s lodí Mauritius 26. srpna 1601 v Rotterdamu. Jeho posádku tou dobou tvořilo již jen 45 mužů.  
Tato cesta byla v pořadí čtvrtou plavbou kolem světa, po Magalhãesovi, Drakeovi a Cavendishovi.  
Van Noort se po návratu účastnil (na nizozemské straně) i několika bojů tzv. Osmdesátileté války.   